# Монастырь Клисина
Монастырь Клисина (серб. Манастир Клисина) — монастырь Сербской православной церкви в селе Ништавци в 15 километрах к югу от Приедора в Республике Сербской. Монастырь Клисина является одним из духовных центров боснийских сербов. Точная дата основания монастыря неизвестна, он был посвящён Сретению Господнему. Сразу после захвата Боснии в 1463 году его разрушили турки, а монахов прогнали. Спустя некоторое время на месте монастыря была возведена деревянная церковь. Народные предания сохранили память о монастыре и его названии, происходившем от греческого «эклисия» — церковь.
В 1941 году хорватские усташи сожгли деревянную церковь. Сербы из окрестных сел тогда смогли сохранить церковный колокол, спрятав его в реке Сане. Сразу после войны для колокола были сделаны специальные опоры. В начале 1990-х годов протоиерей Петар Миловац выдвинул идею постройки небольшой церкви для нужд прихода. В 1991 году епископом Бихачко-Петровацкой епархии стал Хризостом (Йевич), который поддержал эту идею. Его усилиями началось строительство церкви, однако куда больших размеров, чем это планировалось ранее. Она была закончена и освящена в 1993 году, однако шедшая тогда война помешала дальнейшим планам по возрождению монастыря. После окончания боевых действий, 1 января 1998 года было официально объявлено о возрождении монастыря Клисина.